# Distrito de Etla
El distrito de Etla es uno de los 30 distritos que conforman al estado mexicano de Oaxaca y uno de los siete en que se divide la región valles centrales. Se conforma de 312 localidades repartidas entre 23 municipios.

## Municipios
| Código INEGI | Municipio                    | Cabecera                     |
| ------------ | ---------------------------- | ---------------------------- |
| 033          | Guadalupe Etla               | Guadalupe Etla               |
| 045          | Magdalena Apasco             | Magdalena Apasco             |
| 063          | Nazareno Etla                | Nazareno Etla                |
| 077          | Reyes Etla                   | Reyes Etla                   |
| 084          | San Agustín Etla             | San Agustín Etla             |
| 102          | San Andrés Zautla            | San Andrés Zautla            |
| 135          | San Felipe Tejalápan         | San Felipe Tejalápan         |
| 150          | San Francisco Telixtlahuaca  | San Francisco Telixtlahuaca  |
| 161          | San Jerónimo Sosola          | San Jerónimo Sosola          |
| 175          | San Juan Bautista Atatlahuca | San Juan Bautista Atatlahuca |
| 178          | San Juan Bautista Guelache   | San Juan Bautista Guelache   |
| 179          | San Juan Bautista Jayacatlán | San Juan Bautista Jayacatlán |
| 193          | San Juan del Estado          | San Juan del Estado          |
| 227          | San Lorenzo Cacaotepec       | San Lorenzo Cacaotepec       |
| 293          | San Pablo Etla               | San Pablo Etla               |
| 294          | San Pablo Huitzo             | San Pablo Huitzo             |
| 338          | Villa de Etla                | Villa de Etla                |
| 426          | Santa María Peñoles          | Santa María Peñoles          |
| 483          | Santiago Suchilquitongo      | Santiago Suchilquitongo      |
| 487          | Santiago Tenango             | Santiago Tenango             |
| 494          | Santiago Tlazoyaltepec       | Santiago Tlazoyaltepec       |
| 531          | Santo Tomás Mazaltepec       | Santo Tomás Mazaltepec       |
| 539          | Soledad Etla                 | Soledad Etla                 |

## Demografía
En el distrito habitan 135 791 personas, que representan el 3.57% de la población del estado. De ellos 16 599 dominan alguna lengua indígena.